# Regering-Jambon
De regering-Jambon (2 oktober 2019 - 30 september 2024) was een Vlaamse regering onder leiding van Jan Jambon. Ze werd gevormd na de Vlaamse verkiezingen van 26 mei 2019 en bestond uit de partijen N-VA, CD&V en Open Vld. In het parlement heeft de coalitie een meerderheid van 70 zetels op 124. De regering werd voorafgegaan door de regering-Homans, wat een interim-regering was nadat minister-president Bourgeois ging zetelen als Europees Parlementslid.

## Voorgeschiedenis
Als voorzitter van de grootste partij, N-VA, nam Bart De Wever het initiatief op zich om een nieuwe Vlaamse Regering te vormen. Hij kondigde aan om vanaf dinsdag 28 mei 2019 te zullen praten met alle partijen met verkozenen in het Vlaams Parlement, in de volgorde van klein naar groot. Deze gesprekken werden op woensdag 29 mei 2019 verdergezet. De daaropvolgende weken voerde Bart De Wever verschillende gesprekken, waaronder met het Vlaams Belang, al was al meteen duidelijk dat ze geen derde partner zouden vinden vanwege het cordon sanitaire rond Vlaams Belang. De Wever legde een inhoudelijke nota voor aan de partijbesturen van N-VA, CD&V, Open Vld en Vlaams Belang. Hij liet via een persbericht weten dat de federale onderhandelingen te veel doorwegen op de regionale partnerkeuze. Als gevolg daarvan laste de informateur een pauze in, hij blijft wel gesprekken voeren. Gedurende de maand juli 2019 lagen de onderhandelingen op Vlaams niveau hierdoor zo goed als stil. Ze werden hervat begin augustus.
Op 12 augustus 2019 bracht de N-VA een "startnota" uit die de basis moet vormen van een nieuw Vlaamse regeerakkoord. De partij ging daarbij voor een regering met CD&V en Open Vld, met andere woorden een voortzetting van de uittredende zogenoemde "Zweedse" coalitie. De bewuste partijen waren er alle op achteruitgegaan na de verkiezingen en in tegenstelling tot in de vorige regering was Open Vld niet meer overbodig om een meerderheid te kunnen vormen.
Op 13 augustus kwamen de hoofdonderhandelaars van N-VA, CD&V en Open Vld voor het eerst samen. Vervolgens kwamen gedurende een drietal weken vijftien thematische werkgroepen bijeen, die zich bogen over elk beleidsdomein. De onderwerpen waar de werkgroepen het niet eens over raakten, kwamen terug op de tafel van de hoofdonderhandelaars. Omdat de gesprekken traag en moeizaam verliepen, was er op 23 september, de dag dat het Vlaams Parlement opnieuw samenkwam, nog geen regering. Hierdoor vond er voor het eerst in de geschiedenis geen septemberverklaring plaats. Uiteindelijk bereikten de onderhandelaars van N-VA, CD&V en Open Vld op 30 september, 127 dagen na de verkiezingen, een akkoord. Op de avond van 1 oktober werd het regeerakkoord goedgekeurd door de ledencongressen van de drie partijen. De nieuwe Vlaamse Regering werd op 2 oktober 2019 ingezworen. Dit was de langste regeringsvorming op Vlaams niveau sinds de eerste rechtstreekse Vlaamse verkiezingen in 1995 met 129 dagen.

## Verloop van de legislatuur
Tijdens de Septemberverklaring in 2020 lanceerde de Vlaamse regering haar relanceplan van 4,3 miljard euro als antwoord op de coronacrisis onder de naam 'Vlaamse veerkracht', volgens de regering het meest ambitieuze investeringsplan dat het Vlaamse Parlement ooit goedkeurde. Volgens onderzoek zou blijken dat meer dan de helft van de overlijdens tijdens corona plaatsvonden in de Vlaamse woonzorgcentra. Dit mede omdat de zorgsector al decennia ondergefinancierd zou zijn.
In juni 2021 lanceerde Vlaams minister voor Omgeving Zuhal Demir het voorstel om een onderzoekscommissie over PFOS te organiseren. De hoge concentraties aan PFOS-PFAS in de bodemmetingen in onder andere Zwijndrecht en de verantwoordelijkheid van het bedrijf 3M kregen ruime publieke aandacht waardoor het Vlaams parlement besloot een onderzoekscommissie op te starten. Op 25 juni 2021 ging de PFOS-commissie van start en werden verschillende ambtenaren en politici gehoord. Op 15 oktober 2021 geraakte door het Agentschap Zorg & Gezondheid bekend dat met 91,22% van de volwassenen Vlaanderen de hoogste vaccinatiegraad behaalde binnen heel Europa. Op 1 april 2022 ging de onderzoekscommissie naar de veiligheid in de kinderopvang van start, dit naar aanleiding van een overlijden van een zes maanden oud meisje in kinderdagverblijf 't Sloeberhuisje te Mariekerke. Het eindrapport zou 75 aanbevelingen omvatten voor onder meer Kind & Gezin.
Op 12 mei 2022 kondigde Wouter Beke zijn ontslag aan als Vlaams minister van Welzijn, Volksgezondheid en Gezin en Armoedebestrijding. Dit als gevolg van de verhoogde druk die op hem werd uitgeoefend onder meer over het overlijden van een baby in een crèche in Mariakerke, de wachtlijsten in de gezondheidszorg en zijn aanpak van de coronacrisis. Hilde Crevits volgde Wouter Beke op als Vlaams minister van Welzijn. Hierbij deed Jo Brouns zijn intrede als Vlaams minister van Werk, Economie en Landbouw. In juni 2022 vernietigde het Grondwettelijk Hof de eindtermen voor de tweede en derde graad van het secundair onderwijs, omdat de nieuwe eindtermen het grondrecht op vrijheid van onderwijs zouden schenden. In juli 2022 sloot Vlaams minister van Omgeving Zuhal Demir een saneringsovereenkomst met 3M Belgium. Het chemiebedrijf zal in totaal 571 miljoen euro betalen om de vervuiling door zijn fabriek in Zwijndrecht op te ruimen. Ook in juli 2022 besliste de Vlaamse regering definitief om uit het gelijkekanseninstituut Unia te stappen en een eigen Vlaams mensenrechteninstituut op te richten. Op 18 september 2022 kwam er een nieuw akkoord omtrent de eindtermen binnen het secundair onderwijs.
Op 26 september 2022 vond normaal de jaarlijkse Septemberverklaring plaats, maar door onenigheid binnen de coalitiepartijen omtrent de maatregelen ter bestrijding van de energiecrisis, werd deze voor het eerst in haar geschiedenis uitgesteld. Twee dagen later, op 28 september 2022, besloot CD&V de nauwelijks onaangepaste begroting goed te keuren en werd er, gespreid over meerdere jaren, 4 miljard euro vrijgemaakt voor maatregelen tegen de energiecrisis.
Op 30 september 2024 kwam er een einde aan deze regering, de regering werd opgevolgd door Regering-Diependaele.

## Samenstelling
De regering bestond uit 9 ministers (8 ministers + 1 minister-president). N-VA had 4 ministers (inclusief de minister-president), CD&V 3 en Open Vld 2. Op 2 augustus 2024 verliet Gwendolyn Rutten de regering. Aangezien de regering toen in lopende zaken was, werd ze niet vervangen en belandden haar functies bij minister en partijgenote Lydia Peeters. De regering telde vanaf dan dus 8 ministers, waarvan één van Open Vld. De leden van deze Vlaamse Regering en hun bevoegdheden zijn als volgt:
| Ambtsbekleder                     | Ambtsbekleder                       | Ambtsbekleder               | Functie                            | Departement                                                       | Termijn                             | Partij      |
| Kernkabinet                       | Kernkabinet                         | Kernkabinet                 | Kernkabinet                        | Kernkabinet                                                       | Kernkabinet                         | Kernkabinet |
| --------------------------------- | ----------------------------------- | --------------------------- | ---------------------------------- | ----------------------------------------------------------------- | ----------------------------------- | ----------- |
|                                   |                                     | Jan Jambon (1960)           | Minister-president en Minister     | Buitenlandse Zaken, Cultuur, ICT en Rampenschade                  | 2 oktober 2019 - 30 september 2024  | N-VA        |
| Digitalisering                    | 4 december 2020 - 30 september 2024 | Jan Jambon (1960)           | Minister-president en Minister     |                                                                   |                                     | N-VA        |
|                                   |                                     | Hilde Crevits (1967)        | Viceminister-president en Minister | Economie, Innovatie, Werk, Sociale Economie en Landbouw           | 2 oktober 2019 - 18 mei 2022        | CD&V        |
| Welzijn, Volksgezondheid en Gezin | 18 mei 2022 - 30 september 2024     | Hilde Crevits (1967)        | Viceminister-president en Minister |                                                                   |                                     | CD&V        |
|                                   |                                     | Bart Somers (1964)          | Viceminister-president en Minister | Binnenlands Bestuur, Bestuurszaken, Gelijke Kansen en Inburgering | 2 oktober 2019 - 8 november 2023    | Open Vld    |
|                                   |                                     | Gwendolyn Rutten (1975)     | Viceminister-president en Minister | Binnenlands Bestuur, Bestuurszaken, Gelijke Kansen en Inburgering | 8 november 2023 - 2 augustus 2024   | Open Vld    |
|                                   |                                     | Lydia Peeters (1969)        | Viceminister-president en Minister | Binnenlands Bestuur, Bestuurszaken, Gelijke Kansen en Inburgering | 2 augustus 2024 - 30 september 2024 | Open Vld    |
|                                   |                                     | Ben Weyts (1970)            | Viceminister-president en Minister | Onderwijs, Sport, Dierenwelzijn en Vlaamse Rand                   | 2 oktober 2019 - 30 september 2024  | N-VA        |
| Ministers                         |                                     |                             |                                    |                                                                   |                                     |             |
|                                   |                                     | Zuhal Demir (1980)          | Minister                           | Justitie en Handhaving, Omgeving, Energie en Toerisme             | 2 oktober 2019 - 30 september 2024  | N-VA        |
|                                   |                                     | Wouter Beke (1974)          | Minister                           | Welzijn, Volksgezondheid en Gezin en Armoedebestrijding           | 2 oktober 2019 - 16 mei 2022        | CD&V        |
|                                   |                                     | Matthias Diependaele (1979) | Minister                           | Financiën en Begroting, Wonen en Onroerend Erfgoed                | 2 oktober 2019 - 30 september 2024  | N-VA        |
|                                   |                                     | Lydia Peeters (1969)        | Minister                           | Mobiliteit en Openbare Werken                                     | 2 oktober 2019 - 30 september 2024  | Open Vld    |
|                                   |                                     | Benjamin Dalle (1982)       | Minister                           | Brussel, Jeugd en Media                                           | 2 oktober 2019 - 30 september 2024  | CD&V        |
| Armoedebestrijding                | 18 mei 2022 - 30 september 2024     | Benjamin Dalle (1982)       | Minister                           |                                                                   |                                     | CD&V        |
|                                   |                                     | Jo Brouns (1975)            | Minister                           | Economie, Innovatie, Werk, Sociale Economie en Landbouw           | 18 mei 2022 - 30 september 2024     | CD&V        |

- Dalle is het Brussels lid van de Vlaamse Regering en woont als dusdanig het VGC-college en het GGC-college met raadgevende stem bij.

### Wijzigingen tegenover de vorige regering
- De verdeling van de ministers over de partijen is identiek aan die van de regering-Bourgeois: vier (plus de parlementsvoorzitter) voor N-VA, drie voor CD&V en twee voor Open Vld. Desondanks keren enkel Ben Weyts, Hilde Crevits en de later ingevallen Lydia Peeters terug; alle anderen zijn nieuw.
- Een nieuwe bevoegdheid is onder meer "Justitie en Handhaving", wat in feite nog grotendeels een federale materie is.
- Enkel Diependaele en Dalle hadden nog geen bestuurservaring toen ze in de regering stapten.

### Herschikkingen
- Op 4 december 2020 kreeg de Vlaams minister-president er de bevoegdheid 'Digitalisering' bij. De eerste beslissing van de kersverse minister van Digitalisering was om alle digitale expertise van de Vlaamse overheid te bundelen in één agentschap met als werknaam 'Digitaal Vlaanderen'.[17]
- Op 16 mei 2022 verliet Wouter Beke (CD&V) de Vlaamse regering. Hij werd op 18 mei 2022 als minister van Welzijn, Gezondheid en Gezin opgevolgd door zijn partijgenote en viceminister-president Hilde Crevits, wier bevoegdheden Werk, Innovatie, Landbouw, Economie en Sociale Economie werden overgenomen door Jo Brouns (CD&V).[18] De andere bevoegdheid van Wouter Beke, Armoedebestrijding, werd overgenomen door minister van Brussel, Jeugd en Media Benjamin Dalle (CD&V).[19]
- Op 8 november 2023 verliet Bart Somers (Open Vld) de regering om zijn functies als burgemeester van Mechelen opnieuw op te nemen. Hij werd dezelfde dag opgevolgd door partijgenote Gwendolyn Rutten, die zijn bevoegdheden overnam.[20]
- Op 2 augustus 2024 verliet Gwendolyn Rutten (Open Vld) de regering, die op dat moment in lopende zaken was, om haar functie als burgemeester van Aarschot weer op te nemen. Minister en partijgenote Lydia Peeters nam de bevoegdheden van Rutten bij haar eigen bevoegdheden. Ze werd ook viceminister-president.[21]

## Situatie Vlaams Parlement
De functie van parlementsvoorzitter maakte deel uit van de te bedelen mandaten. Tijdens de legislatuur 2019-2024 werd het Vlaams Parlement voorgezeten door Liesbeth Homans (N-VA). De meerderheid van het parlement werd gevormd door N-VA, CD&V en Open Vld, zij bezaten 70 van de 124 zetels. De oppositie werd gevormd door Vlaams Belang, Vooruit, Groen en PVDA. Zij bezaten 54 zetels.

## Beleid
In haar periode van oktober 2019 tot de aanloop naar de verkiezingen van juni 2024 voerde de regering onder meer volgend beleid:
- Decreet ‘Versterking lokale democratie’ van 16 juli 2021 dat onder meer het Lokaal en Provinciaal Kiesdecreet wijzigde.
- Lokaal Energie- en Klimaatpact (LEKP): een samenwerking tussen de Vlaamse overheid en lokale besturen om de Europese klimaatdoelstellingen te realiseren.
- Regiovorming: het bepalen van uniforme gebieden van intergemeentelijke samenwerkingsverbanden.
- Stikstofdecreet.
- Uitrol van basisbereikbaarheid, goedgekeurd op het einde van de vorige regering.

Geens I · 
Geens II · 
Geens III · 
Geens IV · 
Van den Brande I · 
Van den Brande II · 
Van den Brande III · 
Van den Brande IV · 
Dewael · 
Somers · 
Leterme · 
Peeters I · 
Peeters II · 
Bourgeois · 
Homans · 
Jambon ·
Diependaele